# Liste der Stolpersteine in Osten (Oste)

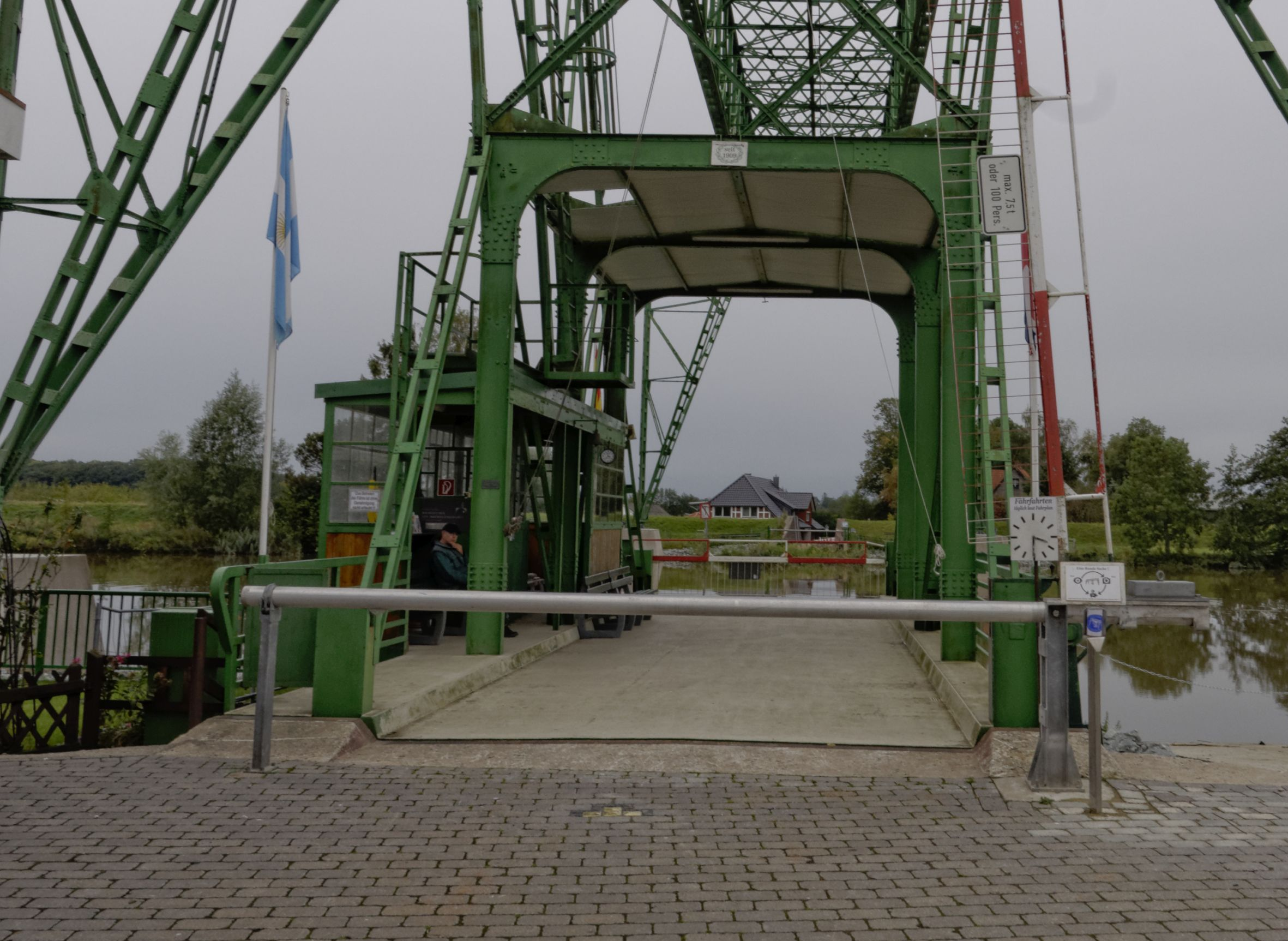
Lage der Stolpersteine für Familie Philippsohn vor der Schwebefähre in Osten (Oste)

Die Liste der Stolpersteine in Osten (Oste) enthält alle Stolpersteine, die im Rahmen des gleichnamigen Kunst-Projekts von Gunter Demnig in Osten (Oste) verlegt wurden. Mit ihnen soll der Opfer des Nationalsozialismus gedacht werden, die in Osten lebten und wirkten. Bei einer Verlegung im September 2018 wurden vier Stolpersteine für drei Opfer verlegt. (Stand: Juli 2019)

## Liste der Stolpersteine
| Bild                                              | Person, Inschrift                                                         | Adresse                            | Verlegedatum  | Anmerkung |
| ------------------------------------------------- | ------------------------------------------------------------------------- | ---------------------------------- | ------------- | --- |
| Osten (Oste) Stolperstein Einleitung              | 17. November 1941 von hieraus deportiert                                  | Fährplatz · vor der Schwebefähre · | 21. Sep. 2018 | Der Bürgermeister Carsten Hubert bestand auf der Verlegung der Stolpersteine vor der Schwebefähre. Im Allgemeinen werden Stolpersteine jedoch an der letzten frei gewählten Wohnadresse der Opfer verlegt. Nachdem es Streit um den Verlegeort der Stolpersteine gab und Gunter Demnig die Stolpersteine nicht in der vorgesehenen Form an der Schwebefähre verlegen wollte, wurde ein vierter Stein angefertigt, der darauf hinweist, dass Familie Philippsohn von diesem Ort aus deportiert wurde. |
| Osten (Oste) Stolperstein Philippsohn, Adolf      | Adolf Philippsohn Jg. 1899 Theresienstadt Minsk ermordet                  | Fährplatz · vor der Schwebefähre · | 21. Sep. 2018 | Adolf Leo Philippsohn wurde am 24. Juli 1899 in Osten (Oste) geboren. Er betrieb ein Geschäft mit Fellen, das er nach dem Tod seines Vaters übernommen hatte. Seit 1926 war er mit Irmgard Philippsohn verheiratet und hatte eine Tochter. Sie lebten zusammen im Haus Deichstraße 39. Der Versuch einer Flucht in das Ausland nach den Novemberpogromen scheiterte an einem fehlenden Stempel. Am 17. November 1941 verließ Familie Philippsohn über die Schwebefähre den Ort zur Deportation nach Bremen. Von dort wurde die Familie am 18. November 1941 in das Ghetto Minsk deportiert und gilt als verschollen. Nach Adolf Philippsohn ist seit dem Jahr 2001 auch die Philippsohnstraße in Osten (Oste) benannt. |
| Osten (Oste) Stolperstein Philippsohn, Irmgard    | Irmgard Philippsohn geb. Mosenthal Jg. 1903 Theresienstadt Minsk ermordet | Fährplatz · vor der Schwebefähre · | 21. Sep. 2018 | Irmgard Philippsohn wurde 1903 als Irmgard Mosenthal in Dransfeld geboren. Seit 1926 war sie mit Adolf Philippsohn verheiratet und hatte eine Tochter, die 1928 geboren wurde. Zusammen mit der Familie wurde sie am 18. November 1941 ab Bremen in das Ghetto Minsk deportiert. |
| Osten (Oste) Stolperstein Philippsohn, Anna Luisa | Anna Luisa Philippsohn Jg. 1928 Theresienstadt Minsk ermordet             | Fährplatz · vor der Schwebefähre · | 21. Sep. 2018 | Anna Luise Philippsohn wurde am 30. September 1928 als Tochter von Adolf und Irmgard Philippsohn in Osten geboren. Sie ging in eine christliche Schule, die sie nach den Novemberpogromen 1938 verlassen musste. Zusammen mit der Familie wurde sie am 18. November 1941 ab Bremen in das Ghetto Minsk deportiert. |

## Verlegungen
- 21. September 2018: vier Stolpersteine an einer Adresse[6]